# T3d Dackel
A T3d Dackel a német haditengerészet egyik torpedója volt, amelyet a második világháború idején gyártottak és használtak. Legelőször a szövetségesek normadiai hídfője ellen alkalmazták 1944 nyarán.

## Jellemzők
A Dackel alapvetően az elektromos meghajtású G7e torpedók egyik változata volt, megnövelt hatósugárral. A típus mindössze 9 csomós sebességgel haladt, de így képes volt 57 kilométert megtenni.
A típus átmérője megegyezett a standard német haditengerészeti torpedókéval (53 cm), de a hossza lényegesen nagyobb volt, mint az alapként szolgáló G7e elektromos torpedóké. Míg a G7e 7,186 méter hosszú volt, addig a Dackel hossza 11 méter volt. Ezáltal több akkumulátor fért a torpedóba.

## Alkalmazás
A típust a német haditengerészet gyorsnaszádjai alkalmazták 1944 nyarától. A Dackelt alapvetően kikötők támadására fejlesztették ki, és a német gyorsnaszádok a szövetségesek normadiai hídfőjét célozták meg vele. A 300 legyártott példányból nagyjából 80-90 került ténylegesen alkalmazásra.